# ナトラム
ナトラム（Nattramn、1975年9月7日-）は、スウェーデンのミュージシャン、作家、統合失調症患者である。ブラックメタルバンド「サイレンサー（Silencer）」の元ボーカルとして知られている。同バンドのアルバム『Death- Pierce Me』のレコーディング中に自傷行為をした。甲高い叫び声やその他の極端なボーカルテクニックからなる奇妙なスタイルが特徴的である。
匿名で活動をしていたため、ナトラムの正体についてはほとんど知られていない。しかし、唯一確認できるのはバンドの宣材写真のみで、顔に血まみれの包帯で完全に覆われているナトラムの姿が写し出されている。彼はスウェーデンのスモーランド地方のマルカリュードで生まれた。

## 概要
1998年にサイレンサーにメンバーとして加入した。アルバム『Death -PierceMe』のレコーディング中に手首と手を切るといった自傷行為をした。この自傷行為によって死にかけている動物のように聞こえる独特の甲高い嘆きのようなボーカルスタイルを披露した。このアルバムの発売後、ベクショーにある精神病院で強制収容させられる。これによりバンドは突如活動を停止することとなる。その後、ナトラムはベクショーに住むことを決意する。
ソロプロジェクト「Diagnose：Lebensgefahr」を結成し、2007年にアルバム『Transformalin』を発売。2012年、ソロプロジェクト「Trencadis」として「Ödelagt」という曲を発表。この曲は、ナトラムの音楽キャリアの始まりとして説明されており、サイレンサーに加入する数年前に1994年にSinneskrossというプロジェクト名で作られたものである。ノルウェーのプロジェクト・バンド「バーズム」を彷彿とさせるダーク・アンビエントスタイルでもある。
2011年9月に本『Grishjärta（Pig's Heart）』をスウェーデン語と英語で出版した。

## ディスコグラフィー

### Trencadis
- 1996年 - Ödelagt

### Diagnose: Lebensgefahr
- 2007年 - Transformalin

## 出版物
- 2011年 - Grishjärta